# Aériosz
Aériosz (4. század) ókeresztény író.
Műveiről – amelyek nem maradtak ránk – az egyházatyák munkáiból van tudomásunk.[forrás?] A gnosztikus tanok hirdetője, Eusztathiosz szebaszteai püspök barátja volt. Kiállt az aszketikus fegyelem helyreállítása, valamint a püspök és a presbiter közti rangbeli egyenlőség mellett.